# Moulin du Tordoir
De Moulin du Tordoir is een watermolen in het Pays des Collines in de Henegouwse gemeente Wodecq, een deelgemeente van Elzele. De molen bevindt zich langs de Tordoirbeek. De Moulin du Tordoir werd al vermeld in 1245; in 1791 werd hij grondig verbouwd. De oorspronkelijke oliemolen werd later als korenmolen gebruikt en stopte met malen in 1955. De molen werd opnieuw maalvaardig gemaakt in 2000 en werd plechtig geopend tijdens Open Monumentendag op 9 september 2000.